# Journal of Sichuan University: Natural Science Edition
Journal of Sichuan University: Natural Science Edition (abreviado J. Sichuan Univ., Nat. Sci. Ed.) es una revista con ilustraciones y descripciones botánicas que es editada en Chengdu desde el año 1955.